# Rocznik Wieluński
Rocznik Wieluński – rocznik ukazujący się od 2001 roku w Wieluniu. Wydawcą jest Wieluńskie Towarzystwo Naukowe. Publikowane są w nim artykuły naukowe, recenzje, materiały dotyczące historii Ziemi Wieluńskiej. Pierwszym redaktorem naczelnym był Tadeusz Olejnik, następnie byli nimi Zdzisław Włodarczyk (2007–2014), Tadeusz Grabarczyk (2015), a od tomu 16 (2016) tę funkcję pełni Lubomira Tyszler.